# Aechmea romeroi
Aechmea romeroi är en gräsväxtart som beskrevs av Lyman Bradford Smith. Aechmea romeroi ingår i släktet Aechmea och familjen Bromeliaceae. Inga underarter finns listade i Catalogue of Life.